# 사평대로
사평대로(沙平大路)는 서울특별시 서초구 반포동 이수교차로에서 서초동 교보타워 사거리까지 잇는 왕복 6차선 도로이다. 총 연장은 3.8km이다.

## 유래
한강이 개발되기 전에 범람원으로 모래가 많이 들어와서 모래 평원을 이루었으므로 모래벌이라는 뜻에서 유래되었다.

## 역사
- 1984년 11월 7일 : 동작로를 한강대교 남단 ~ 이수교차로 구간으로 단축하고 현충로로 개칭, 이수교차로 ~ 제일생명 사거리[1] 구간을 사평로로 분리
- 2010년 : 새주소 개정에 따라 사평대로로 변경

## 노선
- 이수교차로 - 방배동 삼호아파트 삼거리 - 서초소방서 - 서래마을 - 서울성모병원 사거리 - 삼호가든맨션 사거리(서울고속버스터미널 차량 출구) - 반포 나들목() - 교보타워 사거리(신논현역)

## 연결 도로
시작점인 이수교차로에서는 동작대로, 신반포로가 만나며, 종점인 교보타워 사거리에서는 강남대로와 봉은사로가 접속된다. 중간에는 고무래로가 관통된다.

## 같이 보기
- 강남대로
- 동작대로
- 봉은사로
- 신반포로
- 사평역